# Fredrik Jönsson
Jan Fredrik Jönsson (Märsta, 6 de octubre de 1971) es un jinete sueco que compite en la modalidad de salto ecuestre. Ganó una medalla de plata en el Campeonato Mundial de Saltos Ecuestres de 2018, en la prueba por equipos.

## Palmarés internacional
| Campeonato Mundial | Campeonato Mundial     | Campeonato Mundial | Campeonato Mundial |
| Año                | Lugar                  | Medalla            | Categoría          |
| ------------------ | ---------------------- | ------------------ | ------------------ |
| 2018               | Tryon (Estados Unidos) | Medalla de plata   | Por equipos        |